# Polana Patoręczna

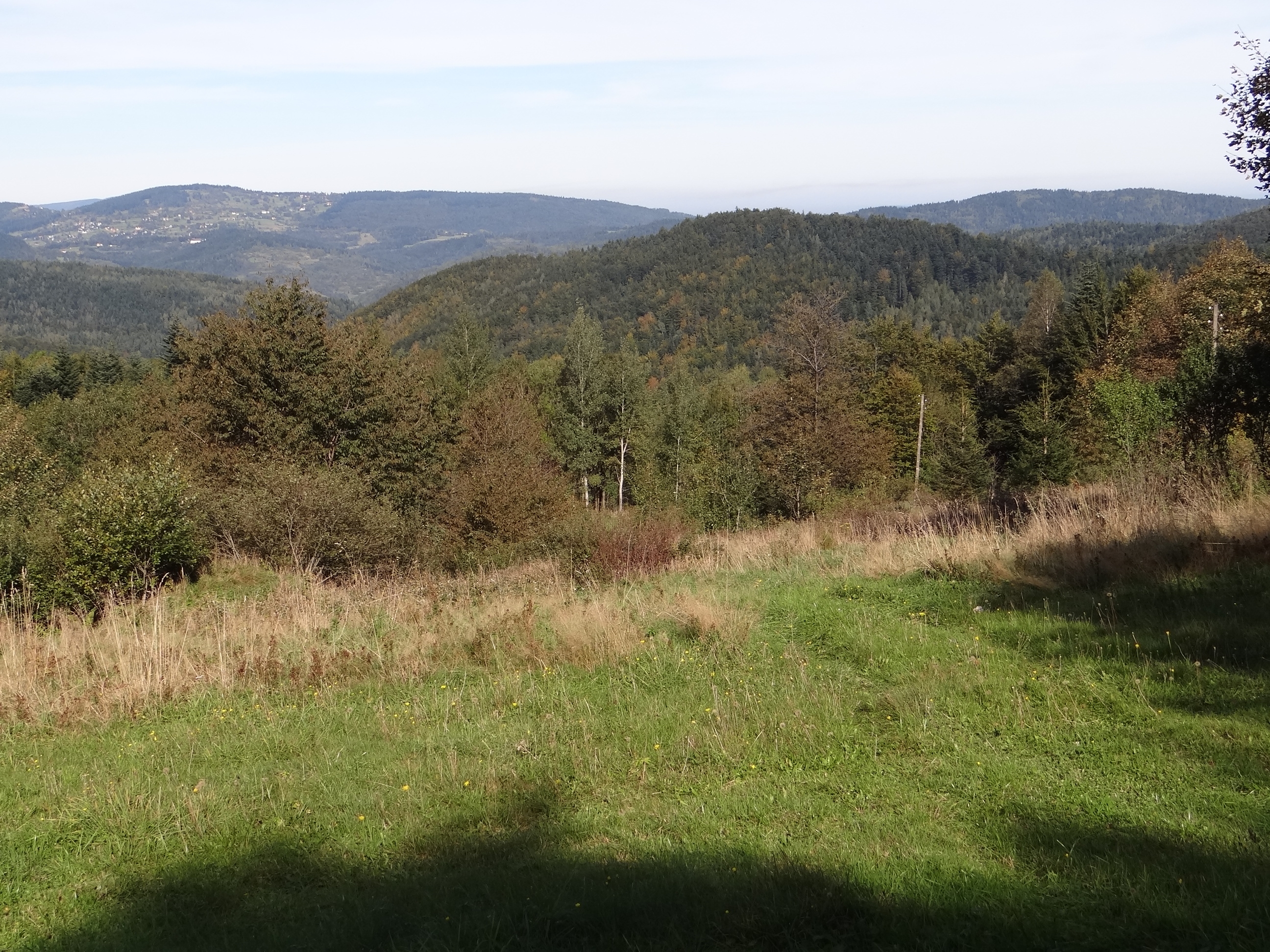
Polana Patoręczna i widok na północ

Polana Patoręczna (również Polana Patoroczna) – polana znajdująca się w Paśmie Policy. Pasmo to w regionalizacji fizycznogeograficznej Polski według Jerzego Kondrackiego zaliczane jest do Beskidu Żywieckiego, w nowszej regionalizacji z 2018 roku do Beskidu Żywiecko-Orawskiego. Jest tutaj również przysiółek o nazwie Na Patoręcznej, należący do miejscowości Skawica w województwie małopolskim. Położony jest na średniej wysokości 852 m grzbiecie Suchego Gronia, pomiędzy potokiem Skawica Sołtysia i jednym z jego dopływów.
Polana Patoręczna to typowy zarębek – przysiółek, który powstał na polanie, z dala od zabudowanych terenów wsi. Znajduje się tuż po północnej stronie znakowanego szlaku turystycznego prowadzącego ze Skawicy na Kucałową Przełęcz. Ze szlaku polana jednak jest niewidoczna. Prowadzi na nią krótka i oznakowana ścieżka. W górnej części polany znajduje się pojedyncze gospodarstwo, a powyżej niego na skarpie punkt widokowy z zadaszeniem i ławką. Dawniej polana ta nazywała się Polaną Markotną, autor przewodnika Beskid Żywiecki przypuszcza, że nazwa ta pochodziła zapewne od ponurego, leśnego otoczenia. Z polany rozciągają się jednak ograniczone widoki w kierunku północnym i wschodnim.